# Pseudoscolia sorosi
Pseudoscolia sorosi (лат.) — вид песочных ос рода Pseudoscolia из подсемейства Philanthinae (триба Pseudoscoliini). Встречается в Туркменистане. Видовое название P. sorosi дано в честь Джорджа Сороса, который в 1993 году выделил автору грант на финансирование проекта «Биоразнообразие» для поддержки научной работы.

## Распространение
Туркменистан: Бадхызский заповедник (ур. Юройландуз, Yeroyulanduz). Типовая серия была обнаружена в 1984 году зоологом М. А. Нестеровым, сотрудником Института зоологии НАН Украины.

## Описание
Мелкие осы, длина тела около 5 мм. Тело чёрное с желтоватыми отметинами на ногах и жвалах. Наличник с рядом из 4 зубцов на переднем крае. Среднеспинка блестящая. У самцов шестой членик жгутика усика снизу вогнутый и больше остальных; на передне-нижней поверхности жвал развит короткий косой ряд волосков. Биология не изучена, предположительно, как и близкие виды гнездятся в земле и в качестве добычи ловят пчёл.

## Систематика
Вид был впервые описан в 1996 году казахстанским энтомологом Владимиром Казенасом (Институт зоологии и генофонда животных НАН Казахстана, Алма-Ата) по типовому материалу из Бадхызского заповедника (Туркмения). Относится к роду Pseudoscolia из трибы Pseudoscoliini.